# The Gift (film 2000)
The Gift è un film del 2000 diretto da Sam Raimi, con Cate Blanchett, Keanu Reeves, Katie Holmes, Giovanni Ribisi e Hilary Swank.

## Trama
Annie Wilson è una giovane madre vedova, in seguito a un'esplosione in una centrale telefonica che le ha portato via il marito. Rimasta sola con tre figli piccoli, Mike, Miller e il piccolo Ben, per guadagnarsi da vivere legge le carte ai cittadini di Brixton in cambio di piccole donazioni in denaro o regali. Annie ha davvero il dono di vedere nel futuro e riuscire così a prevedere avvenimenti non ancora accaduti, ma il più delle volte queste visioni sono tremendamente realistiche e violente.
Nonostante sia considerata una benefattrice da molte delle persone che si rivolgono a lei, il suo modo di "tirare avanti" è contestato dagli immancabili scettici che non credono nell'esistenza di tali capacità sensoriali; questo le causerà non pochi problemi, specie col violento marito di una delle sue clienti, Donnie Barksdale, che l'accusa di riempire di sciocchezze la testa della moglie e di averle suggerito di lasciarlo. In soccorso di Annie, che riceve minacce da Donnie anche verso i figli, arriva spesso Buddy Cole, un ragazzo che fa il meccanico e consulta Annie per i suoi problemi legati al passato. Buddy è infatti affezionato a lei e ai piccoli e fa di tutto per difenderli.
Un giorno, giunge la notizia della scomparsa di una bella e disinibita ragazza di buona famiglia dal comportamento scorretto, Jessica King, la quale sta per sposarsi con Wayne Collins, direttore della scuola elementare frequentata dai figli di Annie. Wayne chiede ad Annie, assieme al padre di Jessica, di occuparsi del caso, fornendo un aiuto con le sue capacità, perché nutre stima per lei e perché le indagini sono a un punto morto. Annie avrà delle spaventose visioni, e dopo aver consultato le carte e aver visto un cancello, uno stagno e dei fiori bianchi, consiglierà di effettuare le ricerche nella proprietà che più assomiglia a ciò che le si è rivelato; curiosamente, si tratta della proprietà di Donnie Barksdale. Quando l'uomo si accorge che il corpo di polizia investigativa della città si trova nella sua proprietà con un mandato di perquisizione, pensa che Annie lo abbia voluto incastrare per punirlo delle minacce subite e la insulta pesantemente.
Le indagini proseguono e la ragazza viene effettivamente ritrovata nello stagno, avvolta in una catena e seminuda. Durante il processo in tribunale, viene appurato che Barksdale e la King erano stati amanti: Donnie viene condannato. Fuori dal tribunale, Annie trova Buddy ad aspettarla, finalmente deciso a rivelare alla donna gli avvenimenti del passato che lo avevano profondamente segnato. Nonostante il suo sforzo, Annie nell'immediato non è disposta ad ascoltarlo, troppo stanca e rattristata per via dei pesanti insulti subiti durante il processo. Poco dopo si viene a sapere che Buddy, non avendo nessuno con cui parlare e non riuscendo più a trattenere i suoi demoni, ha rapito il padre, causa di tutti i suoi problemi, e vuole ucciderlo, per punirlo dello stupro che lo ha segnato per tutta la vita. Il giovane dà fuoco al genitore, ma arriva la polizia e lo salva, benché ustionato gravemente. Non appena Annie viene a conoscenza dei fatti, inizia a sentirsi molto in colpa per non aver ascoltato il ragazzo.
Nel frattempo Annie, grazie a nuove visioni, si convince che l'assassino non sia Donnie, e che quindi sia stato incastrato l'uomo sbagliato. La donna prega il procuratore che il caso venga riaperto, ma non viene ascoltata, poiché non si può riaprire un caso chiuso sulla base di premonizioni. A questo punto Annie continua da sola le sue indagini, e grazie al suo dono scopre che l'assassino è Wayne, futuro marito di Jessica. La stessa notte in cui Donnie e Jessica si erano visti per uno dei loro incontri intimi, il fidanzato l'aveva scoperta e strangolata per poi gettarla nello stagno di Donnie Barksdale. Wayne è con Annie nel momento della rivelazione e cerca di ucciderla, ma viene fermato da Buddy, evaso dall'ospedale psichiatrico, che lo colpisce alla testa. Una volta alla polizia, la donna rivela come sia riuscita a salvarsi grazie al giovane amico. La polizia le rivela però che Buddy si è ucciso impiccandosi alle docce dell'ospedale psichiatrico in cui si trovava, prima che Annie fosse aggredita da Wayne. Il caso viene chiuso e la donna può finalmente vivere in pace con i suoi tre bambini, ricordando il giovane problematico come suo salvatore, di cui stringe ancora tra le mani il fazzoletto restituitole quando l'ha salvata.

## Distribuzione
- Stati Uniti: 19 gennaio 2001
- Francia: 18 aprile 2001
- Italia: 10 agosto 2001
- Germania: 4 ottobre 2001

## Accoglienza

### Incassi
A fronte di un budget di 10 milioni di dollari, il film ne ha incassati 44,6 in tutto il mondo.

### Critica
Su Rotten Tomatoes il film ha ricevuto il 57% degli apprezzamenti ed un voto di 5,90 su 10 sulla base di 122 recensioni. Su Metacritic il film ha invece ricevuto un voto di 62 su 100 sulla base di 29 recensioni.

### Costume
Il film ebbe una certa risonanza mediatica per la prima scena di nudo in carriera di Katie Holmes, reduce dal successo di Dawson's Creek. La scena, in cui l'attrice mostrava il seno, fu definita "la più sexy del millennio" dalla rivista GQ.